# 王文方
王文方（1961年5月11日—），漢族，台灣當代哲學家，民國75年取得政治作戰學院政治學碩士，論文題目為《國父知行協進思想之研究》，此論文30年後，民國104年，由國父紀念館出版發售。之後取得美國愛荷華大學哲學博士。專長領域為邏輯、模態邏輯，邏輯哲學、形上學、科學哲學、語言哲學、龍樹中論。曾任教於中正理工學院、憲兵學校、國立中正大學、國立台灣大學、中國文化大學哲學系、東吳大學哲學系、中國人民大學現代邏輯與科學哲學研究所兼任教授，國立陽明大學心智哲學研究所教授，現為山東大學哲學與社會發展學會一級特聘教授。2020年表態支持韓國瑜。
王文方少年時期即鍾情哲學，15歲開始就讀軍校，後得到國防部獎學金的補助，於1991年八月赴美國愛荷華大學攻讀哲學博士。1996年取得學位後，繼續任職於軍方單位四年。後來他放棄了差八個月即可得到的優渥退伍月俸，接受當時中正大學哲學系系主任洪裕宏教授的邀請，至中正大學哲學系任教，自此展開了哲學教授的人生。姚元和是其得意門生。

## 著作
- 《這是個什麼樣的世界？》（三民書局，2005）
- 《形上學》（三民書局，2008）
- 《語言哲學》（三民書局，2011）
- 與熊明輝合著：《邏輯》（滄海書局，2011）

## 外部連結
- 心智哲學研究所 Institute of Philosophy of Mind and Cognition（舊網頁）
- 心智哲學研究所 Institute of Philosophy of Mind and Cognition（新網頁） （页面存档备份，存于）